# Klášter Moissac
Klášter Moissac, fr. Abbaye Saint-Pierre de Moissac, je benediktinské opatství ve vsi Moissac ve francouzském departementu Tarn-et-Garonne.
Klášter byl založen v 7. století. V 10. století bylo opatství pod patronátem hrabat z Toulouse. Ti vybírali z řad příslušníků svého rodu světské opaty, kterým šlo spíše o momentální moc a majetek, než o rozvoj opatství po všech stránkách. Proto se za jejich vlády ocitl klášter v úpadku. Roku 1047 se místní řeholníci připojili k opatství v Cluny a jeho benediktinské řeholi. Ve 12. století byl Moissac za podpory místních vládců nejvýznamnějším klášterním centrem jihozápadní Francie. Opatství je pozoruhodnou směsicí románské a gotické architektury. Mezi mistrovská sochařská díla středověku patří tympanon jižního portálu.
V tomto klášteře byla do kroniky neznámým mnichem zapsána nejstarší dochovaná zpráva o výpravě franských vojsk na území Čech, jejich cílem bylo vynucení tributární závislosti českých kmenů. Výpravu vyslal v roce 805 franský král Karel Veliký. Vojska se dostala až k hradišti Canburg, který několik týdnu obléhali, ale dobýt se ho nepodařilo.